# Lonchura molucca
Lonchura molucca là một loài chim trong họ Estrildidae được tìm thấy tại Indonesia.